# Marquise Brown
Pour les articles homonymes, voir Brown.
(en) Statistiques sur pro-football-reference
Marquise « Hollywood » Brown, né le 4 juin 1997 à Hollywood en Floride, est un joueur américain de football américain évoluant au poste de wide receiver dans la National Football League (NFL) depuis la saison 2019.
Il est le cousin d'Antonio Brown.

## Biographie

### Carrière universitaire
N'ayant pas reçu d'offres de la part d'équipes universitaires, il rejoint en 2016 le College of the Canyons, un collège communautaire à Santa Clarita en Californie. Les collèges communautaires de Californie n'offrant pas de bourse sportive, Brown a travaillé dans un parc d'attractions, le Six Flags Magic Mountain, pour joindre les deux bouts. 
Après une saison au College of the Canyons, il accepte une bourse sportive de l'université de l'Oklahoma et leur équipe des Sooners après avoir été convoité par de nombreuses universités. Le 4 novembre 2017 contre Oklahoma State, il attrape pour 265 yards et bat le record des Sooners du plus grand nombre de yards en réception sur une partie. Il brille à sa première saison universitaire avec 1 095 yards à la réception sur 57 passes attrapées et 7 touchdowns. La saison suivante, il dépasse une nouvelle fois la barre des mille yards à la réception, en attrapant pour 1 318 yards sur 75 passes réceptionnées en plus de marquer 10 touchdowns. Il renonce à jouer une dernière saison universitaire en 2019 et se déclare éligible à la draft 2019 de la NFL.

### Carrière professionnelle

#### Draft
Marquise Brown est sélectionné en 25e choix global lors du premier tour de la draft 2019 de la NFL par la franchise des Ravens de Baltimore. Il est le premier wide receiver sélectionné lors de cette draft,,.

#### Ravens de Baltimore (2019-2021)
Brown signe son contrat rookie avec les Ravens, le 7 juin 2019, pour une durée de 4 ans.

#### Cardinals de l'Arizona (2022-2023)
Le 28 avril 2022, premier jour de la draft de la NFL, il est échangé aux Cardinals de l'Arizona avec une sélection de troisième tour contre une sélection de premier tour, soit le 23e choix global. Il retrouve Kyler Murray qui était son quarterback chez les Sooners.

## Statistiques
| Année              | Équipe                 | MJ |     | Passes réceptionnées | Passes réceptionnées | Passes réceptionnées | Passes réceptionnées |       | Courses | Courses | Courses | Courses |  | Fumbles | Fumbles |
| Année              | Équipe                 | MJ | Nb. | Yards                | Moy.                 | TD                   | Nb.                  | Yards | Moy.    | TD      | Nb.     | Perdus  |  |         |         |
| 2019               | Ravens de Baltimore    | 14 | 046 | 0 584                | 12,7                 | 7                    | -                    | -     | -       | -       | 0       | 0       |  |         |         |
| 2020               | Ravens de Baltimore    | 16 | 058 | 0 769                | 13,3                 | 8                    | 1                    | 01    | 01,0    | 0       | 0       | 0       |  |         |         |
| 2021               | Ravens de Baltimore    | 16 | 091 | 1 008                | 11,1                 | 6                    | 1                    | 05    | 05,0    | 0       | 2       | 0       |  |         |         |
| 2022               | Cardinals de l'Arizona | 12 | 067 | 0 709                | 10,6                 | 3                    | 1                    | 01    | 01,0    | 0       | 1       | 0       |  |         |         |
| 2023               | Cardinals de l'Arizona | 14 | 051 | 0 554                | 11,3                 | 4                    | 2                    | 23    | 11,5    | 0       | 0       | 0       |  |         |         |
| Totaux en carrière | Totaux en carrière     | 72 | 313 | 3 644                | 11,6                 | 28                   | 5                    | 30    | 06,0    | 0       | 4       | 1       |  |         |         |

| Année              | Équipe              | MJ |     | Passes réceptionnées | Passes réceptionnées | Passes réceptionnées | Passes réceptionnées |       | Courses | Courses | Courses | Courses |  | Fumbles | Fumbles |
| Année              | Équipe              | MJ | Nb. | Yards                | Moy.                 | TD                   | Nb.                  | Yards | Moy.    | TD      | Nb.     | Perdus  |  |         |         |
| 2019               | Ravens de Baltimore | 1  | 07  | 126                  | 18,0                 | 0                    | 0                    | 0     | 0,0     | 0       | 0       | 0       |  |         |         |
| 2020               | Ravens de Baltimore | 2  | 11  | 196                  | 17,8                 | 0                    | 2                    | 19    | 9,5     | 0       | 0       | 0       |  |         |         |
| Totaux en carrière | Totaux en carrière  | 3  | 18  | 322                  | 17,9                 | 0                    | 2                    | 19    | 9,5     | 0       | 0       | 0       |  |         |         |